# Hydrometeor

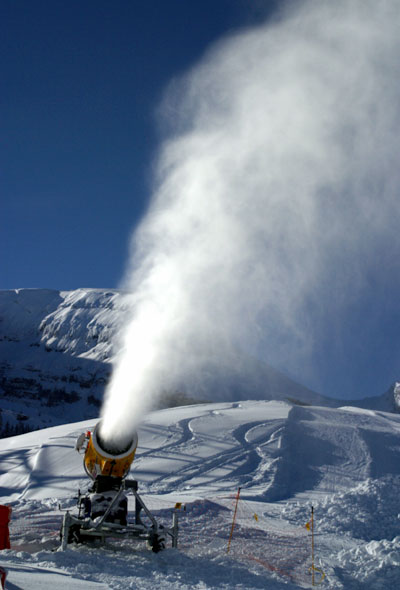
Eine Schneekanone bläst Schnee in die Atmosphäre

Der Begriff Hydrometeor ist der in der meteorologischen Fachsprache benutzte Oberbegriff für alle Formen kondensierten Wassers, die an der Erdoberfläche oder in der Atmosphäre beobachtet werden können. Der Name leitet sich von „Hydro“, altgriechisch ὕδωρ [hýdōr] für „Wasser“, und „Meteor“, vom altgriechischen μετέωρος [metéōros], „in der Luft schwebend“, her. Andere feste und flüssige Bestandteile der Atmosphäre wie Elektrometeore, Lithometeore oder Photometeore, bei deren Zusammensetzung Wasser keine oder zumindest fast keine Rolle spielt, werden als Aerosole bezeichnet.

## Phänomene
Siehe auch Kategorie Hydrometeor
Zu den Hydrometeoren gehören:
- Eiskörner (Wolkeneis)
- Graupel
- Hagelkörner
- Regentropfen
- Schneeflocken

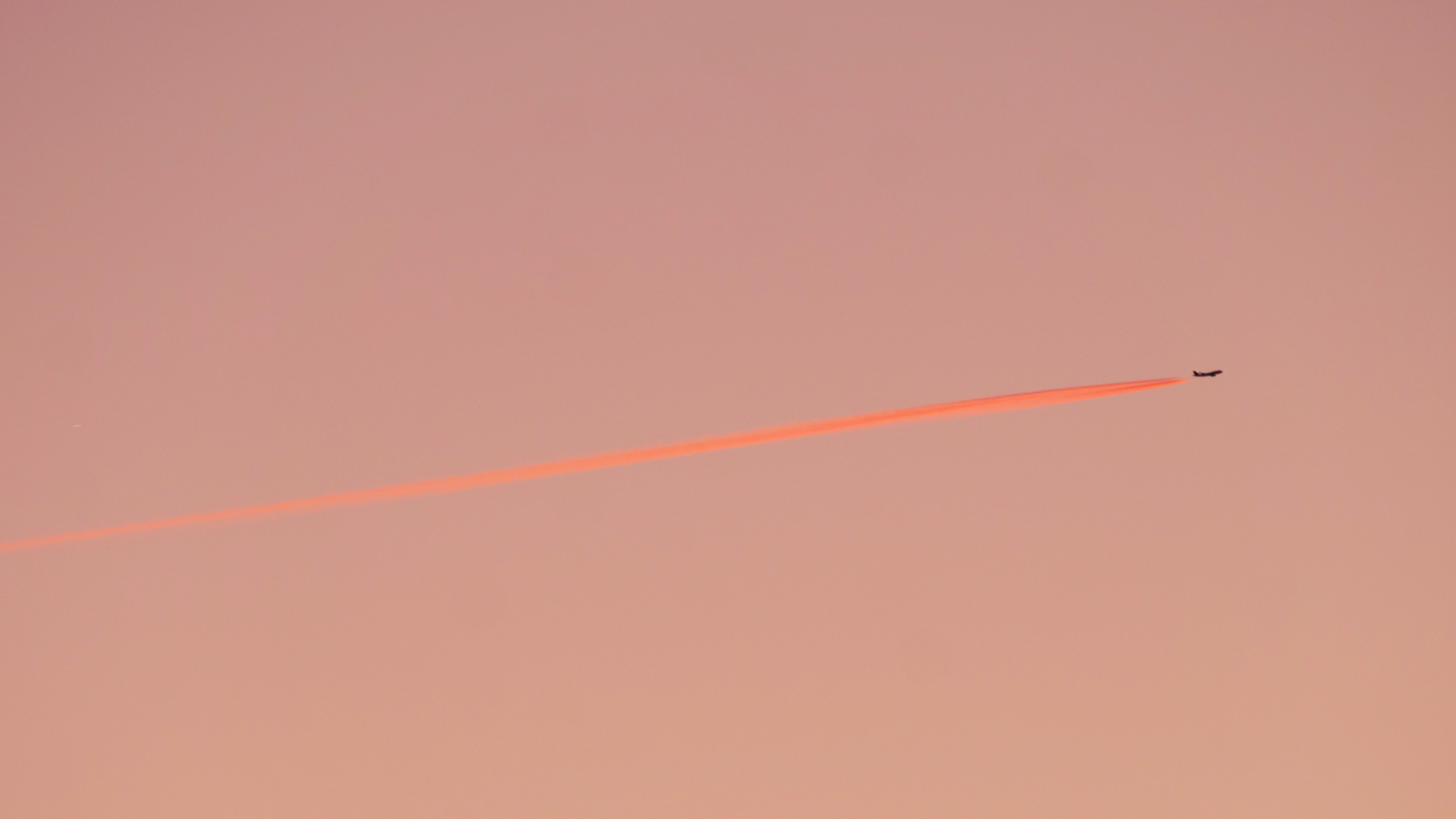
Rote Kondensstreifen eines Verkehrsflugzeugs im Abendrot gut eine halbe Stunde nach Sonnenuntergang.

und ihre Mischformen wie zum Beispiel schmelzende Hagelkörner.
Wolken, Regen und andere Niederschläge sind Ansammlungen von (meist recht vielen) Hydrometeoren.
Der Unterschied zwischen Regen- und Wolkentropfen ist nur ihre Größe und damit verbunden ihre Fallgeschwindigkeit. Wolkentropfen sind so klein, dass sie schon von sehr schwachen Aufwinden in der Schwebe gehalten werden können (Fallgeschwindigkeiten von wenigen Zentimetern pro Sekunde, Durchmesser unterhalb von 0,1 mm).
Ansammlungen von Hydrometeoren sind beispielsweise feuchter Dunst, Gischt, Kondensstreifen, Nebel, Nieselregen, Regen, Schneefegen, Wolken.